# Њу Хејвен
Њу Хејвен (енгл. New Haven) један је од највећих градова у америчкој држави Конектикат. По попису становништва из 2010. у њему је живело 129.779 становника. Основан је 1638. године и најпознатији је по томе што је у њему смештен универзитет Јејл. У граду се одржава и тениски турнир за жене из Премијер серије.

## Демографија
Према попису становништва из 2010. у граду је живело 129.779 становника, што је 6.153 (5,0%) становника више него 2000. године.
|                   | 2010.            | 2000.            |
| Укупно            | 129 779 (100,0%) | 123 626 (100,0%) |
| Афроамериканци    | 45 938 (35,40%)  | 46 181 (37,36%)  |
| Белци             | 41 230 (31,77%)  | 43 979 (35,57%)  |
| Хиспаноамериканци | 35 591 (27,42%)  | 26 443 (21,39%)  |
| Азијати           | 5 945 (4,581%)   | 4 819 (3,898%)   |
| Остали            | 1 075 (0,828%)   | 2 204 (1,783%)   |

## Партнерски градови
- Фритаун
- Афула
- Амалфи
- Авињон
- Хуе
- Леон
- San Francisco Tetlanohcan Municipality